# Koskoroba
Koskoroba (Coscoroba coscoroba) – gatunek dużego ptaka z podrodziny gęsi (Anserinae) w rodzinie kaczkowatych (Anatidae), zamieszkujący Amerykę Południową. Nie jest zagrożony wyginięciem.

## Taksonomia
Gatunek po raz pierwszy opisał w 1782 roku chilijski duchowny i przyrodnik Juan Ignacio Molina, nadając mu nazwę Anas Coscoroba. Jako miejsce typowe odłowu holotypu Molina wskazał Chile. Jedyny przedstawiciel rodzaju Coscoroba opisanego w 1853 roku przez niemieckiego zoologa i botanika Ludwiga Reichenbacha. Niekiedy bywał zaliczany do łabędzi (Cygnus). Nie wyróżnia się podgatunków.

### Etymologia
Coscoroba: lokalna, chilijska onomatopeja Coscoroba dla koskoroby. 

## Morfologia

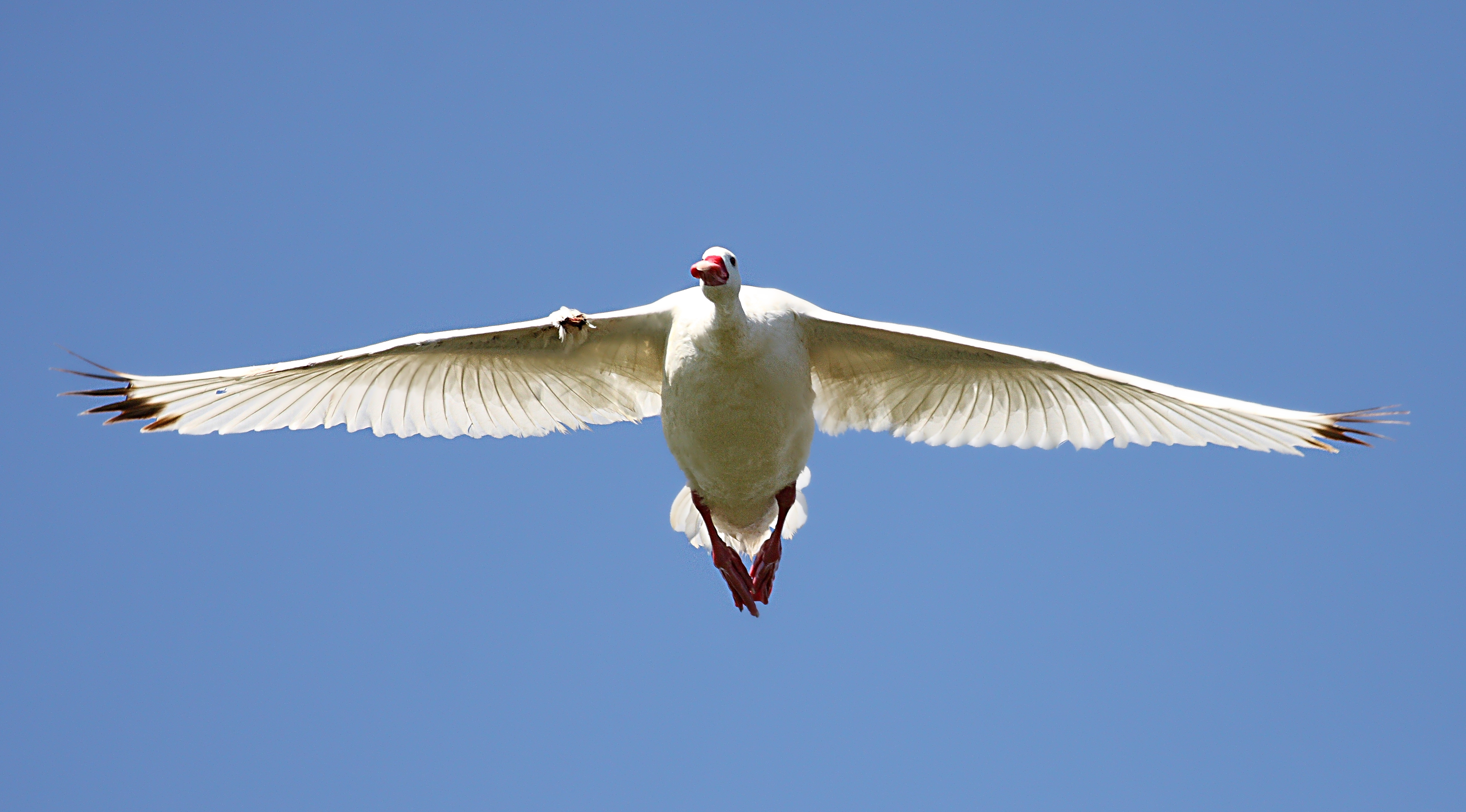
Koskoroba w locie

Długość ciała 90–115 cm; masa ciała samców 3800–5400 g, samic 3100–4500 g. Rozpiętość skrzydeł dochodzi do 1,6 m. Wyglądem często bardziej przypomina gęś niż łabędzia, ma bowiem tułów jak mały łabędź i głowę jak gęś. Upierzenie białe na całym ciele, z wyjątkiem końcówek sześciu lotek pierwszego rzędu, które są czarne. Czarne końcówki są słabo widoczne przy złożonym skrzydle, lepiej je widać podczas lotu ptaka. Dziób, nogi i stopy są czerwone. Koskoroba nie posiada także charakterystycznej dla łabędzi czarnej „maski” między oczami a dziobem. Brak wyraźnego dymorfizmu płciowego. Upierzenie młodych osobników jest nieregularne – głównie brązowe i szare.

## Występowanie
Koskoroba zamieszkuje Amerykę Południową od południowego Chile i centralnej Argentyny po Ziemię Ognistą oraz Falklandy. Zimą migruje na północ – po centralną część Chile, północną Argentynę, Paragwaj oraz południowo-wschodnią Brazylię; w 2006 roku odnotowano pierwsze potwierdzone stwierdzenie na południu Boliwii.
Zamieszkuje ciepłe laguny i bagniska oraz wszelkie obszary podmokłe, gdzie chętnie przebywa wśród bujnej roślinności przybrzeżnej.

## Rozród

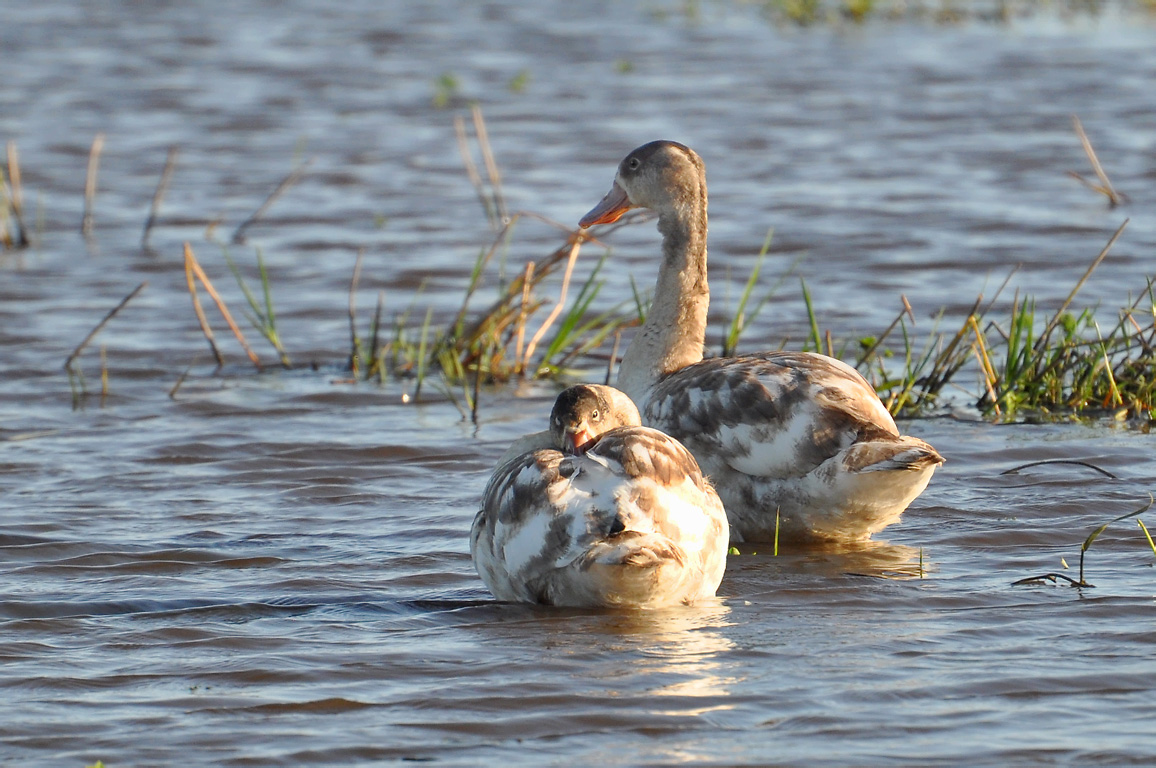
Osobniki młodociane

Zwykle gniazduje w samotnych parach na niewielkich wyspach, w trzcinach lub wśród wysokich traw, zawsze w pobliżu wody. Gniazdo to duży kopiec roślin wodnych. Jego wnętrze wyścielone jest bardziej miękkimi materiałami, takimi jak trawa czy puch.
Samica składa zwykle 4–7 jaj. Wysiaduje je sama przez około 28–35 dni, podczas gdy samiec strzeże okolic gniazda. Pisklęta są pokryte puchem, potrafią pływać i żerować wkrótce po wykluciu. Rodzice bronią ich przed intruzami. 

## Pożywienie
Żywi się głównie roślinami wodnymi oraz ich nasionami, a także małżami i rybami.

## Status
IUCN uznaje koskorobę za gatunek najmniejszej troski (LC, Least Concern) nieprzerwanie od 1988 roku. Liczebność populacji szacuje się na 6700 – 17 000 dorosłych osobników. Ze względu na brak dowodów na spadki liczebności bądź istotne zagrożenia dla gatunku BirdLife International uznaje trend liczebności populacji za stabilny.